# Râul Permoșeni
Râul Permoșeni este un curs de apă, afluent al râului Urdești. Râul aparține bazinului hidrografic al râului Prut.